# گزارشگران ویژه سازمان ملل در مورد شکنجه و سایر رفتارها یا مجازات‌های ظالمانه، غیرانسانی یا تحقیرآمیز
گزارشگر ویژه سازمان ملل در مورد شکنجه و سایر رفتارها یا مجازات‌های ظالمانه، غیرانسانی یا تحقیرآمیز (انگلیسی: United Nations Special Rapporteur on Torture and Other Cruel, Inhuman or Degrading Treatment or Punishment) گزارشگران ویژه سازمان ملل متحد هستند. گزارشگر ویژه کنونی این دفتر برعهده نیلز ملزر سوئیسی است و پیش‌از این خوان مندز مسئولیت آن را بر عهده داشت.

## فهرست گزارشگران ویژه سازمان ملل
| اسم              | تصویر                           | زمان اشتغال  | منبع  |
| ---------------- | ------------------------------- | ------------ | ----- |
| پیتر کویجمانس    | Head and shoulders photo of man | ۱۹۸۵–۱۹۹۳    | [ ۳ ] |
| نایجل رادلی      | Head and shoulders photo of man | ۱۹۸۵–۱۹۹۳    | [ ۴ ] |
| تئو ون بوون      | Head and shoulders photo of man | ۲۰۰۱–۲۰۰۴    | [ ۵ ] |
| مانفرد نواک      | Head and shoulders photo of man | ۲۰۰۴–۲۰۱۰    | [ ۶ ] |
| خوان مندز        | Head and shoulders photo of man | ۲۰۱۰–۲۰۱۶    | [ ۷ ] |
| نیلز ملزر        |                                 | ۲۰۱۶–۲۰۲۲    | [ ۸ ] |
| آلیس جیل ادواردز |                                 | ۲۰۲۲– تاکنون |       |